# The Jungle Book (trilha sonora)
| Críticas profissionais | Críticas profissionais |
| Avaliações da crítica  | Avaliações da crítica  |
| Fonte                  | Avaliação              |
| ---------------------- | ---------------------- |
| Allmusic               | [ 2 ]                  |

The Jungle Book, a trilha sonora do filme de animação da Walt Disney Pictures de mesmo nome, foi lançado em três versões diferentes desde o lançamento original do filme em 1967. A instrumental do filme foi composta por George Bruns, com músicas de Terry Gilkyson e Sherman Brothers: Robert B. e Richard M. Sherman.
A trilha sonora já vendeu mais de 3,5 milhões de cópias vendidas nos Estados Unidos, tendo duas versões certificadas pela RIAA, uma por disco de ouro e outra por disco de platina triplo.

## Desenvolvimento
A música instrumental foi escrita por George Bruns e orquestrada por Walter Sheets. Duas músicas foram reutilizadas de filmes anteriores da Disney, sendo uma delas do filme A Bela Adormecida, escrita por Bruns, reutilizada na cena em que Mogli acorda depois de fugir de Rei Louie, e a outra música retirada de Branca de Neve e os Sete Anões, escrita por Paul Smith, reutilizada na cena em que Bagheera elogia Balu após pensar que o urso foi morto por Shere Khan.
O colaborador de longa data da Disney, Terry Gilkyson, foi trazido para escrever as músicas para o filme. Gilkyson entregou várias músicas completas que eram de tom fiel ao romance de Rudyard Kipling, mas Walt Disney sentiu que seus esforços estavam muito escuros. Os irmãos Sherman foram trazidos para fazer uma reescrita completa, na condição de não lerem o livro de Kipling. A única peça do trabalho de Gilkyson que sobreviveu ao filme final foi sua melodia otimista "The Bare Necessities", que foi apreciada pelo resto da equipe do filme. Em um de seus primeiros trabalhos sindicais, o famoso compositor Van Dyke Parks organizou a versão de "Necessities" ouvida no filme. Walt Disney pediu aos Shermans para "encontrar lugares assustadores e escrever músicas divertidas" para suas composições, e frequentemente os levava para as sessões de enredo do filme. A dupla decidiu fazer canções que se enquadram na história e avançou a trama em vez de ser interrompida. A música "Trust in Me" é baseada em uma música intitulada "Land of Sand", que havia sido escrita pelos irmãos Sherman, mas não utilizada em Mary Poppins. "We're Your Friends" foi originalmente concebida como uma música de rock and roll, cantada pelo quarteto de abutres. Os abutres foram até projetados com base na banda The Beatles, com cortes de cabelo moptop e sotaques de Liverpool, e seriam interpretados pela banda, que não se concretizou devido a problemas com sua programação. Durante a produção, a Disney decidiu que o rock de estilo dos anos 60 faria com que a música fosse considerada datada mais tarde, levando "We're Your Friends" a ser alterado para a versão que aparece no filme. Um dos membros de The Mellomen, Bill Lee, cantou como Shere Khan durante a gravação final da música porque George Sanders não estava disponível.

## Versões

### Storyteller
A primeira versão foi intitulada de Walt Disney Presents the Story and Songs of The Jungle Book, também conhecida como a versão "Storyteller", emitida no rótulo da Disneyland Records. Apresenta uma narração da história com a narração do ator Dal McKennon como Bagheera, e os efeitos de diálogo e som do próprio filme, juntamente com as músicas. Foi um sucesso comercial, sendo certificado com disco de ouro pela RIAA, e foi nomeado mais tarde para um Grammy Award de Melhor Álbum para Crianças. Outra versão, intitulada The Jungle Book, foi lançada sob o selo da Buena Vista Records, com menos narração e diálogo para ser comercializado para adultos. Ele foi primeiro reeditado em CD em 1990, já que a Disneyland Records foi retrabalhada para o Walt Disney Records.
Lista de faixas
Todas as músicas compostas por Robert B. Sherman e Richard M. Sherman, exceto quando indicado.
| N.º | Título                                           | Compositor(es) | Intérprete(s)                                                                           | Duração |  |
| 1.  | "Trust in Me"                                    |                | Sterling Holloway                                                                       |         |  |
| 2.  | "Colonel Hathi's March"                          |                | J. Pat O' Malley, Verna Felton & Coro                                                   |         |  |
| 3.  | "The Bare Necessities"                           | Terry Gilkyson | Phil Harris & Bruce Reitherman                                                          |         |  |
| 4.  | "I Wan'na Be like You"                           |                | Louis Prima & Phil Harris                                                               |         |  |
| 5.  | "Colonel Hathi's March (reprise)"                |                | J. Pat O' Malley, Verna Felton & Coro                                                   |         |  |
| 6.  | "That's What Friends Are For (The Vulture Song)" |                | J. Pat O'Malley, Chad Stuart, Lord Tim Hudson, Leo De Lyon, Bruce Reitherman & Bill Lee |         |  |
| 7.  | "My Own Home"                                    |                | Darlene Carr                                                                            |         |  |
| 8.  | "The Bare Necessities (Reprise)"                 | Terry Gilkyson | Phil Harris & Sebastian Cabot                                                           |         |  |

### Songs from The Jungle Book and Other Jungle Favourites
A Disneyland Records lançou outro álbum da trilha sonora em 1967, Songs from Walt Disney’s The Jungle Book and other Jungle Favourites, que apresenta versões de jazz das músicas do filme mais dois covers, interpretados por Louis Prima e sua banda sob o título "The Jungle V.I.P.s".
Lista de faixas
Todas as músicas compostas por Robert B. Sherman e Richard M. Sherman, exceto quando indicado.
| N.º | Título                        | Compositor(es)                 | Duração |  |
| 1.  | "Colonel Hathi's March"       |                                |         |  |
| 2.  | "The Bare Necessities"        | Terry Gilkyson                 |         |  |
| 3.  | "I Wan'na Be like You"        |                                |         |  |
| 4.  | "The Abba Dabba Honeymoon"    | Arthur Fields & Walter Donovan |         |  |
| 5.  | "Trust In Me"                 |                                |         |  |
| 6.  | "That's What Friends Are For" |                                |         |  |
| 7.  | "My Own Home"                 |                                |         |  |
| 8.  | "Civilization"                | Bob Hilliard & Carl Sigman     |         |  |

### Reedição de 1997
A Disney Records reeditou a trilha sonora em 1997, coincidindo com a reedição do filme em VHS para comemorar o seu 30º aniversário. Essa reedição marcou a primeira vez que a maioria das instrumentais de George Bruns foram incluídas na trilha sonora. Esta versão inclui uma entrevista com os irmãos Sherman e quatro músicas extras: duas demos de músicas descartadas de Terry Gilkyson e duas músicas tiradas do álbum de 1968 da Disneyland Records More Jungle Book, uma sequência não oficial do filme escrito pelo roteirista Larry Simmons.
Lista de faixas
Todas as músicas compostas por George Bruns, exceto quando indicado.
| N.º | Título                                       | Compositor(es)                         | Intérprete(s)                                                                           | Duração |  |
| 1.  | "Overture"                                   |                                        |                                                                                         | 2:43    |  |
| 2.  | "Baby"                                       |                                        |                                                                                         | 2:11    |  |
| 3.  | "Colonel Hathi's March (Elephant Song)"      | Robert B. Sherman e Richard M. Sherman | J. Pat O' Malley, Verna Felton & Coro                                                   | 2:32    |  |
| 4.  | "The Bare Necessities"                       | Terry Gilkyson                         | Bruce Reitherman & Phil Harris                                                          | 3:31    |  |
| 5.  | "I Wan'na Be like You (The Monkey Song)"     | Sherman & Sherman                      | Louis Prima & Phil Harris                                                               | 4:39    |  |
| 6.  | "Monkey Chase"                               |                                        |                                                                                         | 1:06    |  |
| 7.  | "Tell Him"                                   |                                        |                                                                                         | 2:15    |  |
| 8.  | "Colonel Hathi's March (Reprise)"            | Sherman & Sherman                      | J. Pat O'Mally Verna Felton & Coro                                                      | 2:00    |  |
| 9.  | "Jungle Beat"                                |                                        |                                                                                         | 1:22    |  |
| 10. | "Trust in Me (Python's Song)"                | Sherman & Sherman                      | Sterling Holloway                                                                       | 2:50    |  |
| 11. | "What'cha Wanna Do"                          |                                        |                                                                                         | 3:09    |  |
| 12. | "That's What Friends Are For (Vulture Song)" | Sherman & Sherman                      | J. Pat O'Malley, Chad Stuart, Lord Tim Hudson, Digby Wolfe, Bruce Reitherman & Bill Lee | 2:06    |  |
| 13. | "Tiger Fight"                                |                                        |                                                                                         | 2:44    |  |
| 14. | "Poor Bear"                                  |                                        |                                                                                         | 1:08    |  |
| 15. | "My Own Home (Jungle Book Theme)"            | Sherman & Sherman                      | Darlene Carr                                                                            | 3:32    |  |
| 16. | "The Bare Necessities (Reprise)"             | Gilkyson                               | Phil Haris & Sebastian Cabot                                                            | 0:54    |  |
| 17. | "Interview with the Sherman Brothers"        |                                        | Spoken interview with Robert E. & Richard Sherman                                       | 12:26   |  |
| 18. | "Baloo's Blues"                              | Sherman & Sherman                      | Phil Harris                                                                             | 3:02    |  |
| 19. | "It's a Kick"                                | Sherman & Sherman                      | Phil Harris                                                                             | 1:42    |  |
| 20. | "Brother's All"                              | Gilkyson                               | Gilkyson                                                                                | 3:41    |  |
| 21. | "The Song of the Seeonee"                    | Gilkyson                               | Gilkyson                                                                                | 2:27    |  |

## Edição brasileira

### Walt Disney Apresenta a História e as Canções de Mowgli, O Menino Lobo
Lançado pela Disneyland no Brasil em 1969, o álbum inclui a história do filme narrada por José Manoel Moraes Neto junto com as canções originais do filme.
Lista de faixas
| N.º | Título                          | Intérprete(s)           | Duração |  |
| 1.  | "Mowgli"                        | José Manoel Moraes Neto |         |  |
| 2.  | "Baloo, o Urso"                 | Alberto Perez           |         |  |
| 3.  | "Bagheera, a Pantera"           | Luiz Mota               |         |  |
| 4.  | "Côro dos Urubus"               | MPB4                    |         |  |
| 5.  | "Shere Khan, o Tigre"           | Roberto Maya            |         |  |
| 6.  | "Kaa, a Serpente"               | Magalhães Graça         |         |  |
| 7.  | "King Loiue, o Rei Dos Macacos" | Booker Pittman          |         |  |
| 8.  | "Côro dos Urubus"               | MPB4                    |         |  |

### Historinhas Disney: Mógli
Em 1978, a Abril Cultural lança no Brasil o LP Historinhas Disney: Mógli acompanhado de um livro com a história do filme. Com adaptação de Edy Lima e direção artística de Cazarré, o álbum conta com a história do filme narrada por Ronaldo Batista e canções extraídas do filme Mogli - O Menino Lobo.
Lista de faixas
| N.º | Título                      | Intérprete(s)   | Duração |  |
| 1.  | "Historinhas Disney: Mógli" | Ronaldo Batista |         |  |
| 2.  | "Canção de Balu"            |                 |         |  |
| 3.  | "Marcha dos Elefantes"      |                 |         |  |
| 4.  | "Canção dos Urubus"         |                 |         |  |
| 5.  | "Canção da Menina"          |                 |         |  |

### O Livro da Selva (Banda Sonora Original do Filme)
Em 1978, foi lançado pela Disneyland e Rádio Triunfo em Portugal, a banda/trilha sonora original do filme com as canções e diálogos na versão brasileira, já que Portugal recebia o áudio brasileiro para a exibição do filme.
Lista de faixas
- A. O Livro da Selva (1ª parte)
- B. O Livro da Selva (2ª parte)

### Versões das músicas no Brasil
Apesar da reedição de 1997 nos Estados Unidos, uma versão completa da trilha sonora nunca foi lançada no Brasil, mesmo que existam duas dublagens brasileiras: a original de 1967 e a redublagem de 2014. As canções "A Marcha do Coronel Toti", "Confia em mim", "É Para Isso que os Amigos Servem" e "A Minha Casa" foram inclusas no álbum Mogli - O Menino Lobo 2 e Outras Favoritas da História Original.
Canções da dublagem original
1. "A Marcha do Coronel Toti"
2. "Somente o Necessário"
3. "Eu Quero Ser Como Você"
4. "A Marcha do Coronel Toti (Reprise)"
5. "Confia em mim"
6. "É Para Isso que os Amigos Servem"
7. "A Minha Casa"
8. "Somente o Necessário (Reprise)"

Canções da redublagem de 2014
1. "Marcha do Coronel Hathi" (interpretada por Elcio Romar & Kim Siqueira; coro por Leonardo Páscoa, Jorge Mathias, Maurício Luz & Raul Veiga)
2. "Eu Uso o Necessário" (interpretada por Mauro Ramos & Mattheus Caliano)
3. "O Rei do Iê-iê-iê" (interpretada por Márcio Simões; coro por Simô & Jill Viegas)
4. "Marcha do Coronel Hathi (Reprise)" (interpretada por Élcio Romar & Kim Siqueira; coro por Leonardo Páscoa, Jorge Mathias, Maurício Luz & Raul Veiga)
5. "Vem a Mim" (interpretada por Alexandre Moreno)
6. "Quem Vem Somos Nós" (interpretada por Sérgio Stern, Luiz Carlos Persy, Jill Viegas, Simô, Mattheus Caliano & José Sant'Anna)
7. "Meu Lugar" (interpretada por Gabi Porto)
8. "Eu Uso o Necessário (Reprise)" (interpretada por Mauro Ramos & Ednaldo Lucena)